# Simon Clarke
Simon Clarke (Melbourne, 18 luglio 1986) è un ciclista su strada e pistard australiano che corre per il team Israel-Premier Tech. Professionista dal 2009, ha vinto due tappe alla Vuelta a España, nel 2012 e nel 2018, la classifica scalatori nell'edizione 2012 e una tappa al Tour de France nel 2022.

## Carriera
Passato professionista nel 2009 con l'Amica Chips-Knauf, ha vestito negli anni subito seguenti le divise di ISD-Neri e Astana. Nel 2012 approda all'Orica-GreenEDGE: in stagione vince la quarta tappa della Vuelta a España vestendo anche la maglia a pois blu, che contraddistingue il miglior scalatore; riesce poi a portare tale casacca sul podio finale di Madrid, precedendo scalatori come Alberto Contador e Joaquim Rodríguez. Nel 2014 vince lo Herald Sun Tour in Australia. Dopo la quarta tappa del GIro d'Italia 2015 vestì la maglia rosa che dovette cedere ad Alberto Contador nella tappa seguente.
Nel 2016 passa alla Cannondale. Durante l'anno si aggiudica il Gran Premio Industria e Artigianato di Larciano. Torna al successo nel 2018, imponendosi nella quinta tappa della Vuelta a España quando batte in volata i compagni di fuga Bauke Mollema e Alessandro De Marchi.
Nel 2022 vince al fotofinish su Taco Van der Hoorn la prestigiosa 5ª tappa del Tour de France (Lilla > Arenberg - Porte du Hainaut) con ampi tratti sul pavè della Parigi-Roubaix.

## Curiosità
Durante la decima tappa del Giro d’Italia 2015 cedette la ruota, dopo una foratura nel finale, all’amico e connazionale Richie Porte, pur essendo di una squadra diversa, incorrendo in una penalizzazione di 2 minuti in classifica, la stessa penalizzazione che il suo gesto amichevole causò all’amico australiano che perdette molte posizioni in classifica generale, dopo aver ceduto il 3º posto che aveva alla partenza di quella tappa.

## Palmarès

### Strada
- 2006 (Team Jayco-AIS, una vittoria)

4ª tappa Vuelta Ciclista a Navarra (Alsasua > Santesteban)
- 2008 (Team Jayco-AIS, tre vittorie)

Campionati australiani, Corsa in linea Under-23
4ª tappa Tour of Japan (Minami Shinshu > Minami Shinshu)
Trofeo Città di San Vendemiano
- 2012 (Orica-GreenEDGE, una vittoria)

4ª tappa Vuelta a España (Baracaldo > Estación de Valdezcaray)
- 2014 (Orica-GreenEDGE, due vittorie)

2ª tappa Herald Sun Tour (Ballarat > Bendigo)
Classifica generale Herald Sun Tour
- 2016 (Cannondale Pro Cycling Team, una vittoria)

Gran Premio Industria e Artigianato
- 2018 (Education First, una vittoria)

5ª tappa Vuelta a España (Granada > Roquetas de Mar)
- 2020 (EF Pro Cycling, una vittoria)

Drôme Classic
- 2022(Israel-Premier Tech, una vittoria)

5ª tappa Tour de France (Lilla > Arenberg - Porte du Hainaut)

#### Altri successi
- 2012 (Orica-GreenEDGE)

Classifica scalatori Vuelta a España
- 2013 (Orica-GreenEDGE)

4ª tappa Tour de France (Nizza > Nizza, cronosquadre)

## Piazzamenti

### Grandi Giri
- Giro d'Italia

2015: 63º
2016: 67º
2020: 75º
2023: non partito (16ª tappa)
2025: 117º
- Tour de France

2013: 68º
2014: 113º
2017: 86º
2018: 100º
2019: 61º
2021: 123º
2022: non partito (15ª tappa)
- Vuelta a España

2012: 77º
2013: 69º
2014: 70º
2016: non partito (11ª tappa)
2017: 74º
2018: 46º

### Classiche monumento
- Milano-Sanremo

2010: 32º
2011: 66º
2014: 100º
2015: 97º
2016: ritirato
2017: 93º
2018: ritirato
2019: 9º
2020: 44º
2021: 38°
2024: 18º
2025: non partito
- Giro delle Fiandre

2011: 70º
- Liegi-Bastogne-Liegi

2012: 112º
2013: 58º
2014: 41º
2015: 60º
2016: 136º
2017: 66º
2019: 40º
2021: 32º
2025: 62º
- Parigi-Roubaix

2021: 55º
- Giro di Lombardia

2009: ritirato
2012: 15º
2013: ritirato
2014: 48º
2018: 73º
2019: 53º
2020: 14º

### Competizioni mondiali
- Campionati del mondo su strada

Hamilton 2003 - In linea Juniores: 57º
Verona 2004 - In linea Juniores: 13º
Salisburgo 2006 - In linea Under-23: ritirato
Stoccarda 2007 - In linea Under-23: 53º
Varese 2008 - In linea Under-23: 21º
Mendrisio 2009 - In linea Elite: ritirato
Copenaghen 2011 - In linea Elite: 102º
Limburgo 2012 - In linea Elite: 78º
Toscana 2013 - In linea Elite: 7º
Ponferrada 2014 - In linea Elite: 55º
Richmond 2015 - In linea Elite: ritirato
Bergen 2017 - In linea Elite: 60º
Innsbruck 2018 - In linea Elite: ritirato
Yorkshire 2019 - In linea Elite: ritirato
Imola 2020 - In linea Elite: 44º
Glasgow 2023 - In linea Elite: 21°
- Campionati del mondo su pista

Bordeaux 2006 - Americana: 7º
- Giochi olimpici

Rio de Janeiro 2016 - In linea: 25º
Parigi 2024 - In linea: 32º